# Mutsie
Mutsie, auch in der Schreibweise Mußie oder Musje, sowie Misjes oder Müßjes, war ein niederländisches Volumenmaß für Flüssigkeiten, insbesondere für Wein und Branntwein. 
Es war im Kleinhandel verbreitet. Das Maß konnte auch in halbe Mutsie geteilt werden.
Die Maßkette war
- 1 Mingle = 2 Pinten = 4 Halbe Pinten = 8 Mutsie
- 1 Mutsie = 7,5 Pariser Kubikzoll = 3/20 Liter[2]= 0,15 Liter
- 1 Mutsie = ¼ Pinte (franz.)[3]
- 16 Mutsie = 1 Stov/Stof
- 128 Mutsie = 1 Stekanne
- 512 Mutsie = 1 Anker
- 1024 Mutsie = 1 Ohm